# Herb gminy Lanckorona

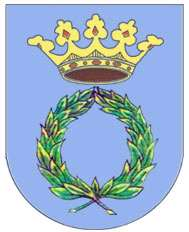
Herb gminy do 2018

Herb gminy Lanckorona – jeden z symboli gminy Lanckorona, ustanowiony 19 września 2018.

## Wygląd i symbolika
Herb przedstawia na tarczy w polu błękitnym złotą koronę gotycką.
Obecny herb gminy jest powtórzeniem historycznego herbu miasta. Pierwotnie w herbie miasta Lanckorona (prawa miejskie od króla Kazimierza Wielkiego w 1366) widniała królewska korona otwarta, zastąpiona później koroną zamkniętą. Przywilejem cesarskim Franciszek II 18 września 1797 nadał Lanckoronie nowy herb z koroną otwartą i umieszczonym pod nią wieńcem laurowym. Herbem tym miasto posługiwało się do 1934, gdy utraciło prawa miejskie, a herb stał się herbem gminy.